# Olympische Winterspiele 1994/Freestyle-Skiing – Aerials (Männer)
Der Aerials-Wettkampf der Männer bei den Olympischen Winterspielen 1994 fand am 21. und 24. Februar 1994 in der Kanthaugen Freestyleanlegg in Lillehammer statt. Es fanden eine Qualifikationsrunde und das Finale mit jeweils mit zwei Durchgängen statt. Am Start waren 24 Sportler. Im Finale konnte sich der Schweizer Sonny Schönbächler den Olympiasieg vor den beiden Kanadiern Philippe Laroche und Lloyd Langlois holen.

## Ergebnisse

### Qualifikation
| Rang | Athlet             | Land               | 1. Durchgang | Rang | 2. Durchgang | Rang | Gesamtpunkte | Anmerkung |
| ---- | ------------------ | ------------------ | ------------ | ---- | ------------ | ---- | ------------ | --------- |
| 001  | Aljaksej Parfenkou | Belarus            | 115,70       | 2    | 112,79       | 3    | 228,49       | Q         |
| 002  | Philippe Laroche   | Kanada             | 105,00       | 4    | 117,65       | 1    | 222,65       | Q         |
| 003  | Lloyd Langlois     | Kanada             | 106,80       | 3    | 114,81       | 2    | 221,61       | Q         |
| 004  | Trace Worthington  | Vereinigte Staaten | 117,03       | 1    | 104,08       | 8    | 221,11       | Q         |
| 005  | Richard Cobbing    | Großbritannien     | 102,03       | 7    | 106,51       | 6    | 208,54       | Q         |
| 006  | Andy Capicik       | Kanada             | 104,28       | 6    | 103,01       | 9    | 207,29       | Q         |
| 007  | Nicolas Fontaine   | Kanada             | 97,40        | 11   | 109,24       | 4    | 206,64       | Q         |
| 008  | Jean-Marc Bacquin  | Frankreich         | 96,99        | 12   | 106,59       | 5    | 203,58       | Q         |
| 009  | Kris Feddersen     | Vereinigte Staaten | 104,50       | 5    | 94,77        | 12   | 199,27       | Q         |
| 010  | Sonny Schönbächler | Schweiz            | 99,94        | 9    | 96,59        | 10   | 196,53       | Q         |
| 011  | Mats Johansson     | Schweden           | 86,26        | 14   | 106,31       | 7    | 192,57       | Q         |
| 012  | Eric Bergoust      | Vereinigte Staaten | 93,89        | 13   | 96,59        | 10   | 190,48       | Q         |
| 013  | Wassil Warabjou    | Belarus            | 98,61        | 10   | 90,31        | 14   | 188,92       |           |
| 014  | Christian Rijavec  | Österreich         | 101,27       | 8    | 84,84        | 19   | 186,11       |           |
| 015  | Tor Skeie          | Norwegen           | 79,42        | 18   | 93,35        | 13   | 172,77       |           |
| 016  | Serhij But         | Ukraine            | 81,89        | 15   | 89,30        | 15   | 171,19       |           |
| 017  | Michiel de Ruiter  | Niederlande        | 81,37        | 16   | 87,02        | 18   | 168,39       |           |
| 018  | Alexis Blanc       | Frankreich         | 74,11        | 20   | 88,11        | 16   | 162,22       |           |
| 019  | Sergey Brener      | Usbekistan         | 72,21        | 21   | 87,72        | 17   | 159,93       |           |
| 020  | Hiroshi Machii     | Japan              | 79,62        | 17   | 73,91        | 20   | 153,53       |           |
| 021  | Alessandro Scottà  | Italien            | 76,12        | 19   | 73,22        | 21   | 149,34       |           |
| 022  | Herbert Kolly      | Schweiz            | 59,94        | 23   | 69,16        | 22   | 129,10       |           |
| 023  | Freddy Romano      | Italien            | 61,42        | 22   | 53,79        | 23   | 115,21       |           |
| 024  | Sébastien Foucras  | Frankreich         | 55,68        | 24   | -            | 24   | 55,68        |           |

### Finale
| Rang | Athlet             | Land               | 1. Durchgang | Rang | 2. Durchgang | Rang | Gesamtpunkte |
| ---- | ------------------ | ------------------ | ------------ | ---- | ------------ | ---- | ------------ |
| 001  | Sonny Schönbächler | Schweiz            | 113,19       | 1    | 121,48       | 1    | 234,67       |
| 002  | Philippe Laroche   | Kanada             | 110,58       | 3    | 118,05       | 2    | 228,63       |
| 003  | Lloyd Langlois     | Kanada             | 111,47       | 2    | 110,97       | 7    | 222,44       |
| 004  | Andy Capicik       | Kanada             | 106,71       | 5    | 112,36       | 5    | 219,07       |
| 005  | Trace Worthington  | Vereinigte Staaten | 102,57       | 7    | 115,62       | 3    | 218,19       |
| 006  | Nicolas Fontaine   | Kanada             | 98,01        | 10   | 112,80       | 4    | 210,81       |
| 007  | Eric Bergoust      | Vereinigte Staaten | 98,12        | 9    | 112,36       | 5    | 210,48       |
| 008  | Mats Johansson     | Schweden           | 105,26       | 6    | 102,26       | 9    | 207,52       |
| 009  | Jean-Marc Bacquin  | Frankreich         | 108,33       | 4    | 88,55        | 11   | 196,88       |
| 010  | Richard Cobbing    | Großbritannien     | 102,22       | 8    | 94,36        | 10   | 196,58       |
| 011  | Kris Feddersen     | Vereinigte Staaten | 91,58        | 11   | 103,68       | 8    | 195,26       |
| 012  | Aljaksej Parfenkou | Belarus            | 91,00        | 12   | 87,48        | 12   | 178,48       |